# Territoris de l'Imperi Otomà

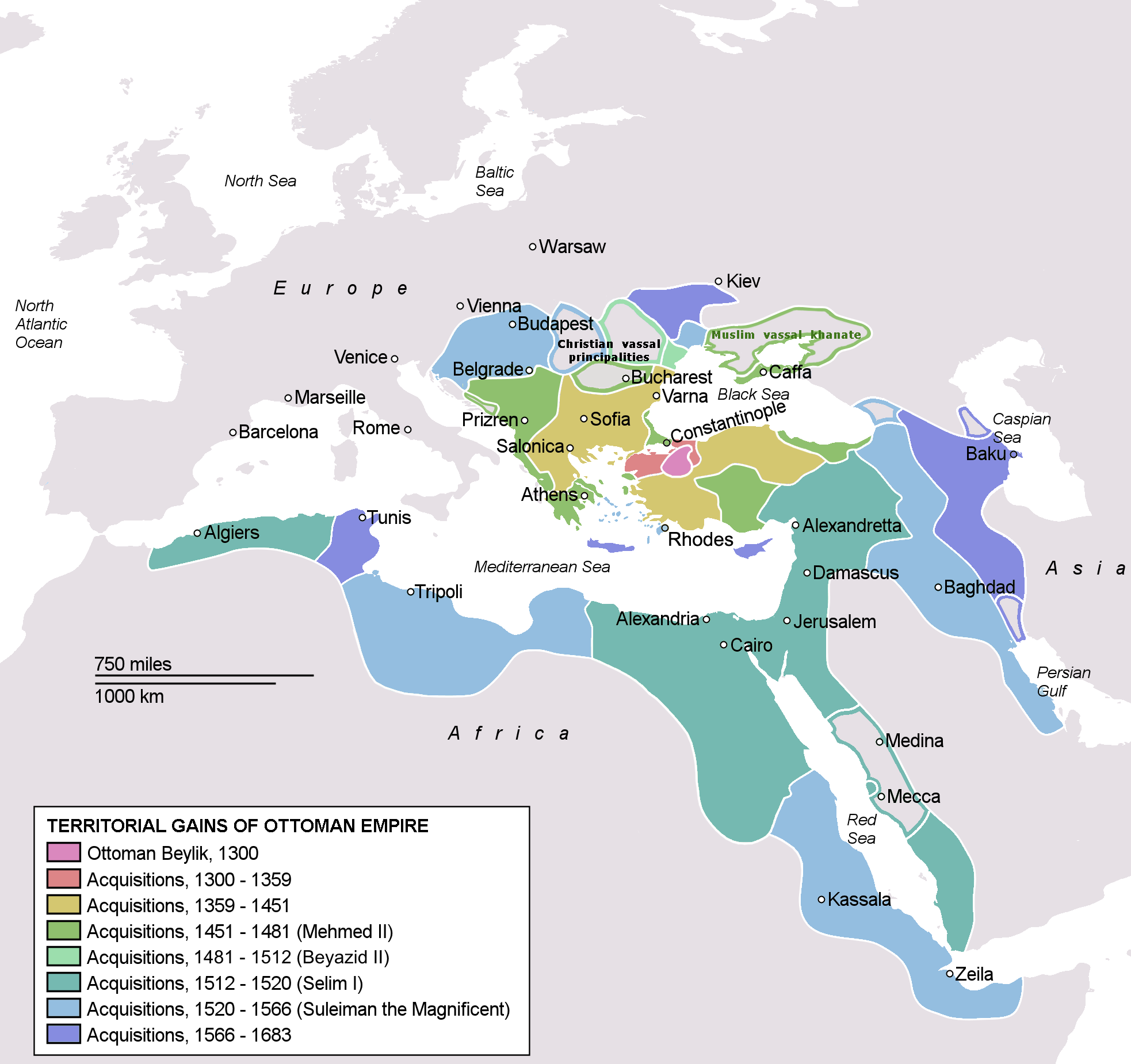
Fronteres de l'Imperi Otomà (1683)

Evolució de l'Imperi Otomà

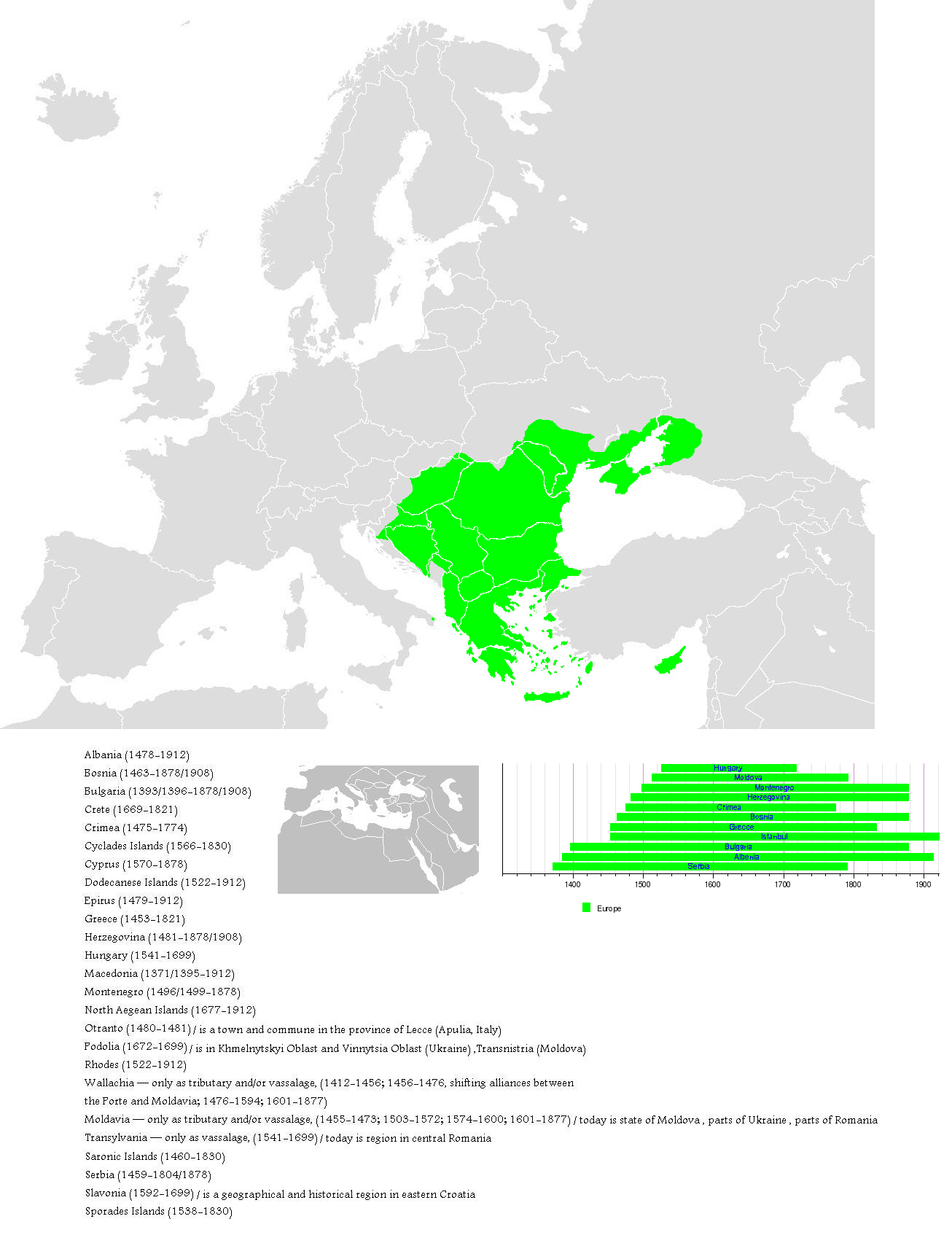
Imperi Otomà a Europa (1680)

Aquest article recull en forma de llista els territoris dominats per l'Imperi Otomà al llarg d'Europa, Àsia i Àfrica (1299-1922).

## Europa
- Abkhàzia (1480-1810);
- Albània (1478-1912);
- Armènia Occidental (1555-1918)
- Arran (1590-1612)
- Bòsnia (1463-1878/1908);
- Bulgària (1421/1453-1878);
- Creta (1669-1913);
- Crimea (1475-1774);
- Illes Cíclades (1538-1828);
- Illa de Xipre (1570-1878/1914);
- Dagestan (1590-1612)
- Illes del Dodecanès (1522-1912);
- Tràcia oriental - (Turquia europea) (1365 -)
- Epir (1479-1912);
- Geòrgia (1590-1612);
- Grècia (1460-1828 (Morea i Epiro) -1912 (fronteres actuals);
- Hercegovina (1481-1878/1908);
- Hongria com a estat tributari (1526-1541) direct rule (1541-1699);
- Macedònia (1371/1395-1912);
- Montenegro (1499-1697);
- Illes de l'Egea nord (1462-1912);
- Òtranto (1480-1481);
- Podòlia (1672-1699);
- Illa de Rodes (1522-1912);
- Valàquia - com a estat tributari i/o estat vassall (1412-1456; 1456-1476, aliances canviants entre la Porta i Moldàvia; 1476-1594, 1601-1877);
- Moldàvia - com a estat tributari i/o estat vassall (1455-1473; 1503-1572, 1574-1600, 1601-1877);
- Transsilvània - només com a estat vassall (1541-1699);
- Illes Saròniques (1460-1830);
- Sèrbia (1459-1804/1878);
- Eslavònia (1592-1699);
- Illes Espòrades (1538-1828);
- Ucraïna - com a estat tributari (1676-1681);

## Àsia
- Aceh (1564-1873)
- Aden (1538-1635);
- Anatòlia (Turquia asiàtica) (1299 -)
- Jordània (1516-1918);
- Líban (Beirut, Acre, Sidó) (1516-1918);
- Oman (1550-1551, 1581-1588, 1659-1741);
- Palestina (1516-1918);
- Qatar (1871-1916);
- Aràbia Saudita
  - Al-Hassà (1871-1913);
  - Hijaz (1517-1916);
  - Najd (1817-1902);
  - Regió d'Asir (1871-1914);
- Síria (Damasc, Alep) 1516-1918);
- Iemen (1517-1636, 1872-1918).

## Àfrica
- Algèria (Alger) (1536-1830);
- Algèria (Constantina) (1637-1830);
- Algèria (Orà) (1708-1732, 1792-1831);
- Egipte (1517-1798, 1801-1867); Kedivat d'Egipte (1867-1914, en gran manera autònoma)
- Eritrea (Massawa/Habesh) (1557-1884);
- Líbia (Cirenaica) (1521-1911);
- Líbia (Tripolitània) (1551-1912);
- Líbia (Fezzan) (1842-1912);
- Somaliland (Zeila) (Hargeisa) (Burc) (Berbera) (1548-1884);
- Sudan (1553-1914);
- Sudan (Núbia) (1553-1885);
- Sudan (Darfur) (1874-1883);
- Sudan (Equatoria) (1871-1889);
- Sudan (Kordofan) (1821-1883);
- Tunísia (1534-1881);

## Línia de temps
|  |

## Galeria de mapes

L'Imperi Otomà el 1450
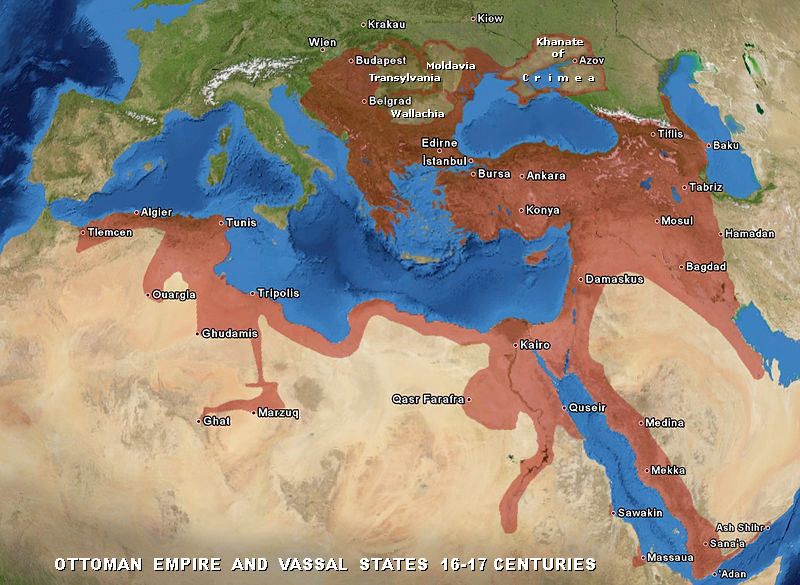
L'extensió màxima de l'Imperi Otomà en els segles XVI-XVII
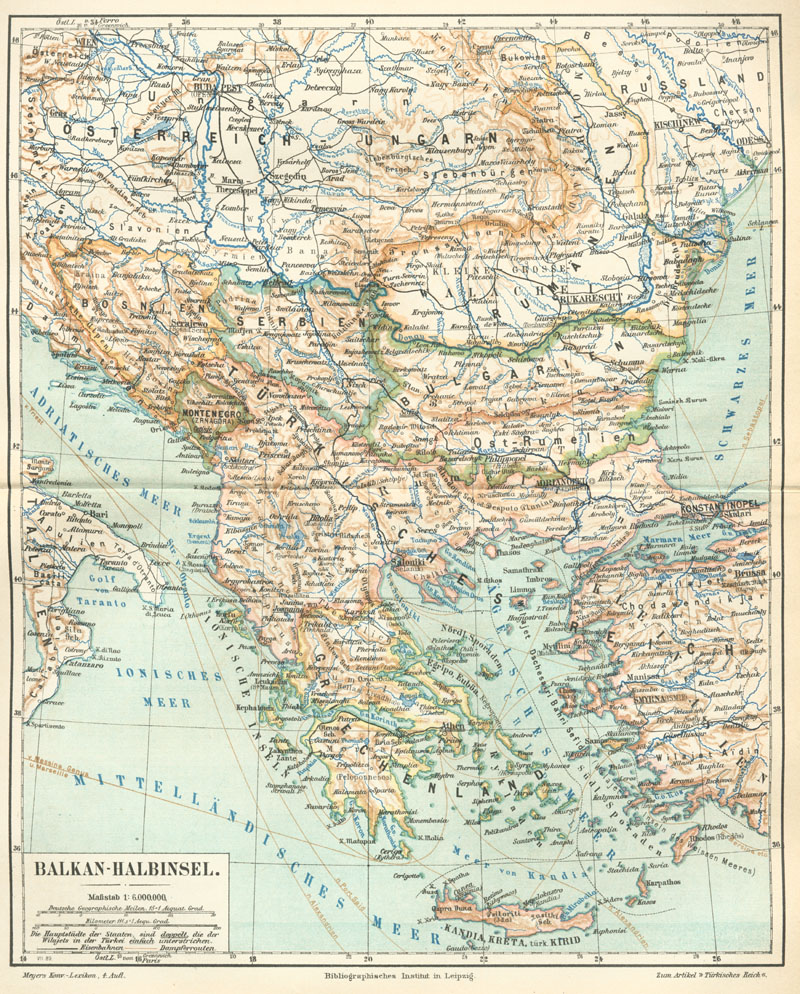
Península dels Balcans el 1888
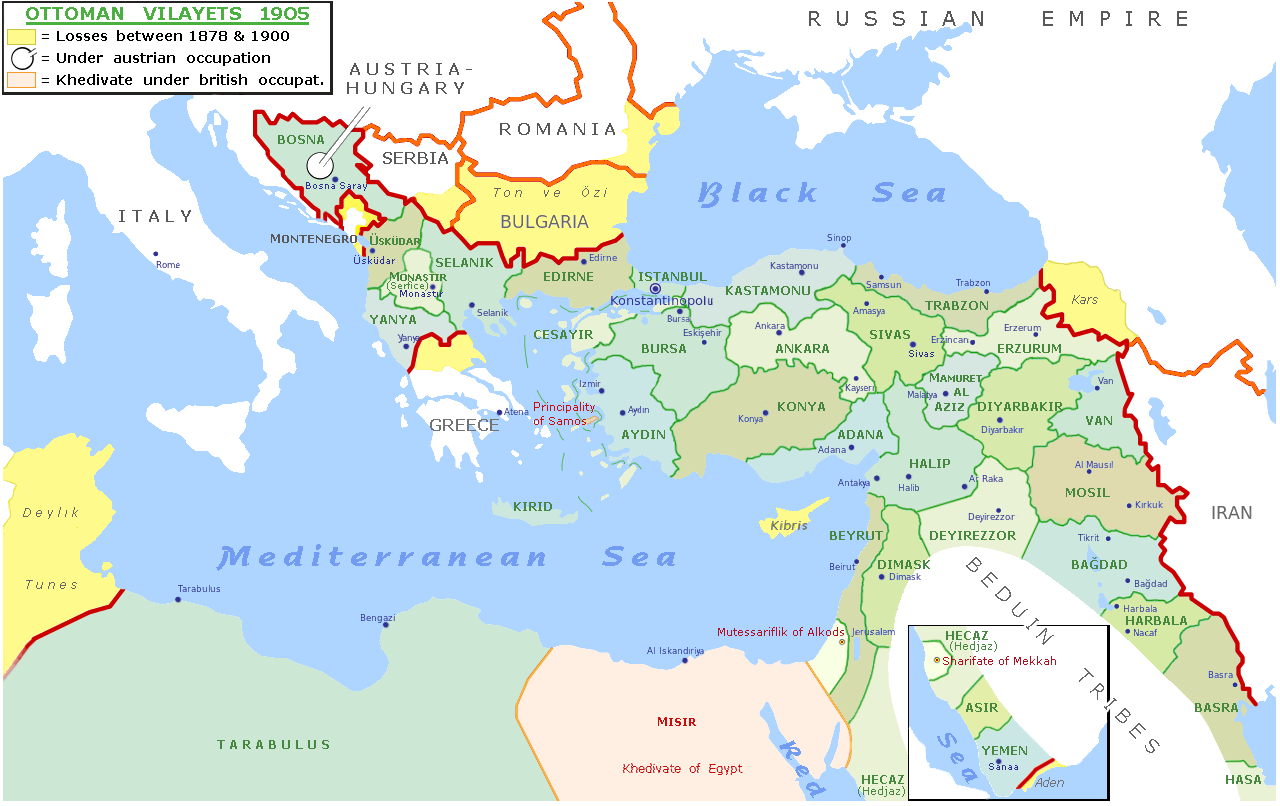
L'Imperi Otomà el 1900
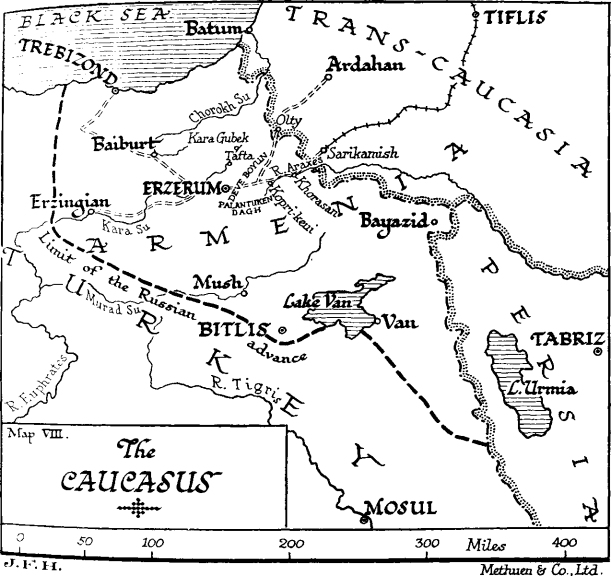
L'avanç màxim de les tropes russes a Transcaucàsia, 1916